# Животовский, Сергей Васильевич
Сергей Васильевич Животовский (11 (23) марта 1869, Киев — 10 апреля 1936, псевд. «Пьер-О», «Serge» и др.) — художник-график и журналист.

## Биография

### Образование
По происхождению дворянин. В 1888 окончил Киевскую рисовальную школу и поступил в ИАХ. В годы учёбы был награждён за рисунки с натуры медалями: малыми серебряными (1890 и 1891), большой серебряной (1892) и большой поощрительной (1893). В 1894 получил звание классного художника III степени за картину «Учение 2-й кавалерийской дивизии», которую приобрел вел. кн. Константин Константинович.

### Жизнь в России
Жил в Санкт-Петербурге (Галерная ул., 28). Исполнял репортёрские зарисовки, сатирические шаржи и карикатуры на актуальные общественно-политические темы. Создал много рисунков, посвященных петербургским театральным премьерам и жизни литературно-артистической богемы. Рисовал для столичных журналов «Нива» (1888—1904), «Всемирная иллюстрация» (1903), «Стрелы» (1906), «Скандал» (1906) и «Огонёк» (1910—1917), для газет «Новое время», «Биржевые ведомости» и «Санкт-Петербургский листок», для открыток Общины святой Евгении. В числе его работ — рисунки к открытию художественно-артистических кабаре «Бродячая собака» (1912) и «Привал комедиантов» (1916), зарисовки сцен из трагедии «Владимир Маяковский» в театре Луна-парк (1913). Рисовал исторические и военные сцены: «Возвращение А. В. Суворова на родину после Швейцарского похода» (1900), «Лихое дело эскадрона N-ского полка в августе 1914 г.» (1914), «Бой аэропланов в воздухе» (1915), «Силуэты фронта и тыла» (1916). Исполнил иллюстрации к очеркам «Русский морской и военный флот» (СПб., б. г.) и к своей книге очерков «На Север с отцом Иоанном Кронштадтским» (СПб., 1903). Участвовал в выставках «Независимых» (1890-е), академической Выставке рисунков и эстампов (1908), Весенней выставке в залах АХ (1909), Выставке иллюстрированных изданий (1915). Преподавал в женском Ксенинском институте.
В 1917 исполнил рисунок тушью «Петроград в первые дни свободы», графические портреты сенатора Н. Н. Таганцева, министра внутренних дел Н. Д. Авксентьева и других деятелей Временного правительства. В 1917—1918 служил инспектором трудовой школы, был председателем домкомбеда.

### В эмиграции
В 1919 бежал в Финляндию и обосновался в Хельсинки. При содействии И. Е. Репина провел персональную выставку. Заведовал художественным отделом русской газеты «Рассвет». Исполнил иллюстрации к эпосу «Калевала». Сотрудничал в возрожденном журнале «Огонёк» (Берлин). Написал несколько театральных сценариев и сценарий к кинофильму «Под игом большевизма» (1919).
В 1922 переехал в США, с 1923 жил в Нью-Йорке. Работал в газете «Новое русское слово», в течение семи лет был председателем Фонда помощи российским писателям и ученым. Создавал расписные шали (батик), которые стали популярны на американском рынке.
Работы хранятся в Музее театрального и музыкального искусства в Петербурге.

## Сочинения
- На Север с отцом Иоанном Кронштадтским. СПб., 1903; Нью-Йорк, 1955.
- На похоронах Леонида Андреева // Русская жизнь (Гельсингфорс). 1919. 19 сент. С. 2.
- Финляндские заметки: И. Е. Репин // Голос России (Берлин). 1920. 24 дек. (№ 290). С. 2.

## Образцы работ
- Владимир Дуров. Заслуженный сатирик. Друг животных (1910)
- Открытка «Один с сошкой, семеро с ложкой»
- Кайзер при гибели «Лузитании»
- Геройский подвиг сестры милосердия Риммы Ивановой (1915)